# Vesanto
Vesanto is een gemeente in de Finse provincie Oost-Finland en in de Finse regio Noord-Savo.

## Geografie
Vestanto heeft een oppervlakte van 569.70 km2 waarvan er 147.1 km² uit water bestaat en 422,63 km² uit Land. Vestanto grenst aan de gemeenten Keitele, Konnevesi, Rautalampi, Tervo, Viitasaari en Äänekoski.

## Bevolking
Vesanto heeft 1.894 inwoners (2022) waarvan de meeste Fins spreken (99.1%), daarna volgen Zweeds (0.2%) en de overige talen (0.7%).